# تاریخ شیراز

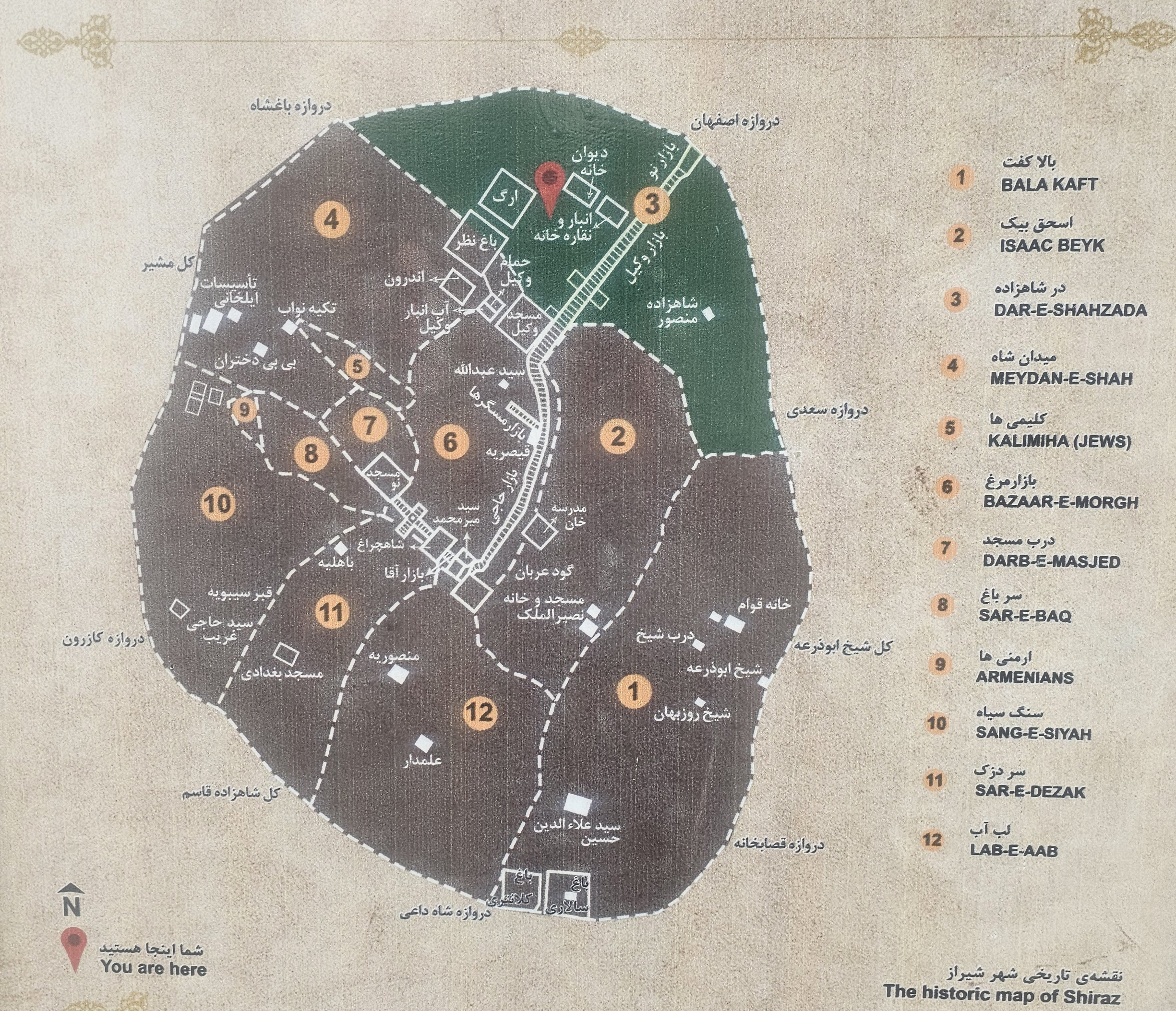
نقشه تاریخی شهر شیراز

نقشه محدوده فارس در قسمتی از نقشه ایران در دوره افشاریه. در این نقشه شهر شیراز Chiras ذکر شده‌است.

شیراز شهری است که در قرن اول هجری بنیان نهاده شده‌است. چنین پیداست که بنیان‌گذاران این شهر نام شیراز را از نام قلعه‌ای که از پیش از اسلام در نزدیکی محل فعلی شهر با نام شیراز وجود داشته، به عاریت گرفته‌اند.

## تاریخ شیراز از نگاهی کلی
نام شیراز ظاهراً در الواح عیلامی مکشوف در تخت جمشید به صورتهای:
,ish-si-ra-Ti ,is-si-Shir ,ish-si-is-ra-Ti
ish-si-is-ra-Shi
آمده و تدسکو در مجله انجمن شرقی آمریکایی حدسی زده‌است و نام این شهر را از دو کلمهٔ شر (بمعنی خوب) + راز (همریشهٔ رز [ مو ]) گرفته ولی استاد بنونیست و استاد هنینگ این وجه اشتقاق را نپسندیده و آن را رد کرده‌اند و گفته‌اند که «شر» به معنی خوب در لهجه‌های شرق ایران و همچنین در یک لغت پارتی (ضمن ترکیب) آمده و در لهجه‌های جنوبی و غربی سابقه ندارد. (از حاشیهٔ برهان چ معین).
روایت است که بانی این شهر محمدبن قاسم بن عقیل پسرعم حجاج بن یوسف بوده‌است. شهر شیراز در قدیم به‌کلی دایرهٔ نامنظمی بوده‌است که اطراف آن را حصار و برجهایی فراگرفته و محیط حصاری آن قدری بیش از یک فرسخ و دارای شش دروازه بوده‌است و قسمت داخلی آن به یازده محله تقسیم می‌شد.
در سال ۴۳۰ هَ. ق. امیر ابوکالیجار شهر استخر را خراب کرد و جمعیت آن را به شهر جدید شیراز سوق داد و بزودی این شهر رونق یافت و آباد گردید ولی پس از زلزله‌های متعدد و هجوم طوایف مختلف آن را به‌طور مکرر خراب کرد. در ۷۹۵هَ. ق. امیر تیمور آن را خراب نمود. اما در سال ۱۱۸۰ هَ. ق. کریمخان زند شیراز را پایتخت خود قرار داده حصاری به دور آن کشید و کوچه‌های آن را سنگ فرش کرده و بازار وکیل را ساخت. در ۱۸۱۳ و ۱۸۲۴ م. زلزله آن را خراب کرد. در شهر شیراز در زمان عضدالدوله کتابخانهٔ بسیار مهمی بوده که مانند کتابخانه‌های فعلی کشورهای بزرگ جهان دارای قفسه‌های متعدد و هر یک از آن‌ها شامل کتب راجع به یکی از شعب علوم بود. (از جغرافیای سیاسی کیهان صص ۲۱۸ - ۲۲۲).
شیراز از اقلیم سیم است و به روایتی شیرازبن طهمورث آن را ساخته بود و خراب شد و به قولی در زمان قدیم آن سرزمین شهر فارس نام داشته‌است و به فارس بن ماسوربن سام بن نوح منسوب بوده، صحیح آن است که در زمان اسلام محمدبن یوسف ثقفی برادر حجاج بن یوسف آن را ساخت و بازسازی کرد و به روایتی دیگر محمدبن قاسم بن ابی عقیل آن را بازسازی کرد.
هیچ گاه این شهر از اولیاء خالی نبوده‌است و بدین سبب به آن برج اولیا می‌گفته‌اند. شیراز در زمان معموری دوازده دروازه و نوزده محله داشته‌است، ولی نُوّاب کریمخان زند آن را به شش دروازه و یازده محله تقسیم کرده بود. بدین ترتیب: اول دروازهٔ باغ شاه. دوم دروازهٔ اصفهان. سوم دروازهٔ سعدی. چهارم دروازهٔ قصابخانه. پنجم دروازهٔ شاه داعی. ششم دروازهٔ کازرون. از یازده محله به پنج محلهٔ آن حیدری خانه می‌گفتند، مانند: محلهٔ اسحاق بیگ و بازار مرغ و بالاکفت و در شاهزاده و میدان شاه، و به پنج محلهٔ آن نعمتی خانه می‌گفتند، مانند محلهٔ در مسجد و سرباغ و سردزک و سنگ سیاه. محله‌های لب آب و یهودان در جدا از محله‌های مذکور بوده‌اند. روایت است که بانی این شهر محمدبن قاسم بن عقیل پسرعم حجاج بن یوسف بوده‌است.

## تاریخ به طور جزئی

### پیدایش
بنوشته جان لیمبرت، ایران شناس، دیپلمات و مدرس سابق دانشگاه پهلوی شیراز، شیراز همیشه در طول تاریخ خود مرکز فارس نبوده‌است. شیراز طبق استانداردهای ایران شهری جدید بشمار می‌آید. تاریخنگاران اسلامی بر این عقیده هستند که شیراز در قرن اول هجری به توسط عبدالملک مروان بنیان نهاده‌شده‌است. یک تاریخنگار محلی در مورد شیراز می‌نویسد: جایی است که هیچگاه با بت پرستی آلوده نشده‌است. در نوشته‌های حمدالله مستوفی معتقد است که معتبرترین روایت این است که محمد برادر حجاج ابن یوسف پس از تبلیغ اسلام شهر شیراز را بنیان، یا دوباره بنیان می‌نهد. بگفته حمدالله مستوفی روایت دیگری است که این کار توسط برادر زاده او محمد ابن قاسم ابن ابی عقیل انجام شده‌است. او تاریخ این کار را سال ۷۴ هجری می‌نویسد. لیمبرت عنوان می‌دارد که می‌بایست نشانه‌هایی از سکونت پیش از اسلام در محل یا نزدیک شهر وجود داشته‌است که نام شهر را به آن داده‌است. مخصوصاً با توجه به اشاره‌ای که حمدالله مستوفی داشته‌است. لیمبرت عنوان می‌دارد که کتیبه‌ای عیلامی در تخت جمشید حاوی نام قلعه‌ای بنام تیرازیس است یا شیرازیس است. او با توجه با اشارات موجود در منابع اسلامی و سایر اسناد و شواهد باستان‌شناسی همچنین با توجه به مهرهایی مربوط به اواخر ساسانی و اوایل اسلام حاوی نام شیراز یافت شده در محل قصر ابونصر، معتقد است که قصر ابونصر در شرق محل کنونی شهر شیراز در نزدیکی روستای سعدی قلعه‌ای بوده که شیراز نام داشته‌است. او چنین نتیجه می‌گیرد که محل اولیه شیراز، این استحکامات موجود در محل قصر ابونصر بوده که همان محل قلعه تیرازیس یا شیرازیس یاد شده در لوح تخت جمشید است و بعدها پس از آنکه شهر فعلی شیراز در نزدیک این قلعه بنیان نهاده شده، این شهر نام خود را از این قلعه در حوالی شهر به یادگار گرفته‌است.

### پس از اسلام
پس از حمله اعراب به ایران و انحطاط شهر استخر، اهمیت شهر استخر به شیراز منتقل شد. در قرن چهارم و پنجم هجری قمری سلسله آل بویه فارس، شیراز را به پایتختی برگزیدند و مساجد، قصرها، کتابخانه و حصاری در آن بنا نمودند. در حمله چنگیز خان مغول، شیراز از تخریب و قتل عام در امان ماند چرا که حکمرانان محلی به پرداخت مالیات به مغولان رضایت دادند. شیراز همچنین از قتل عام تیمور نیز در امان ماند زیرا شاه شجاع، فرماندار فارس تسلیم شد.
در قرن سیزدهم میلادی، به دلیل رونق علم، فرهنگ و هنر، شیراز به دارالعلم مشهور شد. تعداد زیادی از شاعران، صوفیان و فیلسوفان مشهور ایرانی در شیراز متولد شده‌اند که سهم مهمی در به شهرت رسانیدن شیراز داشته‌اند. از بین آن‌ها می‌توان سعدی، حافظ، روزبهان و ملاصدرا را نام برد.
در دوره صفویه و حکومت شاه عباس، شیراز تحت زمام امام قلی خان دارای رونق بود و وی بناهای با شکوهی در شیراز ساخت. پس از حمله افغان‌ها به ایران و سقوط صفویه، دوران نزول شیراز آغاز گشت و سپس با شورش حکمرانان محلی در دوره افشاریان علیه نادر شاه، این وضع بدتر گشت. نادر شاه سپاهی را روانه شیراز کرد و شهر پس از چندین ماه محاصره سقوط کرد. پس از این حمله بسیاری از بناهای با شکوه شیراز از بین رفت و جمعیت شیراز به ۵۰۰۰۰ نفر، یعنی ربع جمعیت قرن پیش از آن تنزل یافت.
شیراز باز به‌سرعت رونق یافت. کریم خان زند شیراز را به‌عنوان پایتخت سلطنت خود برگزید. وی با استخدام ۱۲۰۰۰ کارگر، اقدام به ساخت قلعه‌ای در مرکز شهر و خندقی دورتادور شهر نمود. وی همچنین به ساخت مسجد، حمام، آب‌انبار و بازار اقدام نمود. در دوره زندیه همچنین شیراز دارای سیستم آبیاری و زهکشی گردید. پس از کریم خان، جانشینان وی موفق به حفظ سلسله زندیه نشدند و پس از روی کار آمدن قاجارها، آقا محمد خان قاجار پایتخت را به تهران منتقل نمود. در دوره قاجاریه نیز شیراز از اهمیت خاصی برخوردار بوده‌است و حکمرانی شیراز همواره به‌عنوان امتیاز ویژه‌ای بوده که به حکمرانان داده می‌شده‌است. بسیاری از باغ‌ها و ساختمان‌های شیراز در این دوره ساخته شده‌است.
نوسازی شیراز از دوره پهلوی آغاز گشت. در این دوره چندین بیمارستان، دانشگاه و کارخانه در شیراز ساخته شد که مهم‌ترین آن‌ها را به ترتیب می‌توان بیمارستان نمازی، دانشگاه شیراز و پالایشگاه نفت شیراز دانست.
پس از انقلاب، احیا و مرمت آثار تاریخی مورد توجه قرار گرفته‌است که از مهم‌ترین کارهای انجام گرفته می‌توان به احیای ارگ کریم خان، مرمت و بازسازی آرامگاه خواجوی کرمانی و دروازه قرآن، حمام وکیل و حافظیه اشاره نمود.

### اعتبار شهر
در دورهٔ خلفای نخستین اسلام این شهر معروف بوده‌است. در طی تاریخ ایران چند بار پایتخت گردیده‌است. در زمان اتابکان فارس مخصوصاً دورهٔ سعدبن زنگی و پسرش ابوبکر شیراز اعتبار کلی داشت. آخرین بار در زمان زندیه - مخصوصاً حکومت کریمخان - شیراز به اوج اعتبار خود رسید. ابنیهٔ مهم از آن دوره تاکنون به یادگار مانده که به بناهای وکیل معروف است.

### اقتصاد شیراز در آغاز قرن بیستم
در گزارش هیئت بازرگانی هند بریتانیا اعزامی به جنوب شرق ایران که در ۱۹۰۵ میلادی ۱۲۸۳ خورشیدی منتشر شده‌است وضعیت شیراز این‌گونه ترسیم شده‌است.
- جمعیت: ۶۰ هزار نفر.
- سرمایه تجار در بانک شاهنشاهی ایران شعبه شیراز: ۶۰ میلیون تومان.
- محصولات صادراتی:محصولات اصلی صادراتی:تریاک، پنبه، فرش، خورجین، صمغ، بادام، کشمش، خشکبار، هلو، پوست روباه، گوسفند، اسب، شاخ و...
- حجم صادرات: پنبه، تقریباً ۱۴ تا ۱۵ هزار عدل(هر عدل حدود ۷۴ کیلوگرم)، بیشترین حجم پنبه به روسیه صادر می‌شود. ۴۸۰۰ تا ۵۰۰۰ لول تریاک، (تریاک به کشورهای چین، بریتانیا و آمریکا صادر می‌شود.). ۳۶ هزار کیسه تنباکو (هر کیسه ۴۵ و سه دهم کیلوگرم.)، صادرات تنباکو در انحصار ادارهٔ تنباکوی ترکیه‌است. در ۱۹۰۴، ۶۰۰ عدل فرش از شیراز به خارج از کشور صادر شده‌است که مقصد این صادرات عمدتاً شبه جزیره عربستان، ترکیه و مصر بوده‌است.[۴]

## منبع آب شهر
آب شهر از نهری بوده‌است موسوم به نهر رکنی که رکن الدولهٔ دیلمی آن را ساخته‌است.

### فارسی
- دهخدا. «شیراز». لغت‌نامهٔ دهخدا. دریافت‌شده در ۲۶ آوریل ۲۰۰۹.
- ابی زید بلخی (۳۲۱ هجری)، صورالاقالیم یا هفت کشور، اشاره به دانش جغرافیا در کنار تاریخ تاریخ وارد شده در |سال= را بررسی کنید (کمک)
- اوضاع اقتصادی ایران در آغاز قرن بیستم، گزارش هیئت بازرگانی هندبریتانیا اعزامی به جنوب شرقی ایران، ترجمهٔ معصومه جمشیدی و دیگران، موسسه مطالعات تاریخ معاصر ایران، ۱۳۷۶، شابک ۹۶۴-۶۳۵۷-۰۳-۲

### انگلیسی
- Cameron, George G. Persepolis Treasury Tablets, University of Chicago Press, 1948, pp. ۱۱۵